# Bohnenlos
Das Bohnenlos war ein Verfahren zur Vergabe von öffentlichen Ämtern im antiken Griechenland durch das Los. Für jeden Kandidaten auf das zu besetzende Amt befand sich eine Bohne in einem Gefäß. Von diesen Bohnen waren nur so viele weiß, wie Ämter zu vergeben waren. Zog der Kandidat eine schwarze Bohne, war er ausgeschieden; zog er eine weiße, bekam er das Amt.
Als die Anzahl der Kandidaten zu groß wurde, ersetzte man das relativ langwierige und relativ leicht manipulierbare Verfahren ab der Mitte des 5. Jahrhunderts v. Chr. durch den Einsatz einer Losmaschine, des Kleroterions.